# Vlag van Jeollabuk-do

Vlag van Jeollabuk-do

De vlag van Jeollabuk-do is op 2024 vastgesteld als de provincievlag van de Zuid-Koreaanse provincie Jeollabuk-do. De vlag bestaat uit een witte achtergrond waarop het provincielogo is afgebeeld.

## Vorige vlaggen
De eerste vlag toont een oud provincielogo, en was voor het eerst officieel gehesen op 31 juli 1969. Het voormalige provincielogo was een groene en gele achthoek; met daaronder een zwarte tekst '전라북도' geplaatst.
Over het algemeen is de stemming van de mensen dynamisch, productief en ondernemend. De belangrijkste producten van Nongdo, rijst en gerst, zijn plat, waarbij het geel in het midden de aren voorstelt, de gele lijn de val van de aren en de groene driehoek de bladeren van het graan, wat de overvloed van Nongdo symboliseert.
De tweede vlag werd op 1987 aangenomen, en toont een oud provincielogo, met daaronder een zwarte tekst '전라북도' en 'Chollabuk-do' geplaatst.
De derde vlag werd op 1991 aangenomen, en toont een oud provincielogo, met daaronder een zwarte tekst '전라북도' en 'Chǒllabuk-do' geplaatst.
De vierde vlag werd op 1997 aangenomen, en toont een oud provincielogo, met daaronder een zwarte tekst '전라북도' geplaatst. De rode kleur staat voor hun sterke enthousiasme, groen voor het prachtige landschap en geel voor vrede. De donkerblauwe gebogen lijn is een gestileerde weergave van de eerste Hangul-letter van de naam en staat ook voor de golven van de Gele Zee aan de kust.
De vijfde vlag werd op 2009 aangenomen, en toont een oud provincielogo. Hiermee verving de vlag met het nieuwe provincielogo in 2024.

Eerste vlag (1969-1987)
Tweede vlag (1987-1991)
Derde vlag (1991-1997)
Vierde vlag (1997-2009)
Vijfde vlag (2009-2024)